# Mosigkau
Mosigkau ist ein Ortsteil von Dessau-Roßlau, einer kreisfreien Stadt im Land Sachsen-Anhalt. Er liegt ungefähr sieben Kilometer westlich des Stadtzentrums von Dessau. 

## Geschichte
Auf dem Zoberberg befand sich bereits im frühen Mittelalter eine slawische Siedlung, die um das Jahr 600 auf dem nördlichen Teil einer Anhöhe, etwa 100 m vom südlichen Elbaurand entfernt, angelegt wurde. Eine kleine Quelle befand sich in unmittelbarer Nähe. Die Siedlung wurde Anfang der 1960er-Jahre ergraben, wobei ersichtlich wurde, dass sieben bis zehn kleinere Grubenhäuser einen Halbkreis von 15 bis 18 m bildeten. Die Siedlung wurde mehrmals zerstört und in vergleichbarem Umfang, jedoch leicht verschoben wieder aufgebaut. Dies geschah jeweils im Abstand von etwa 25 bis 30 Jahren. Nach der letzten Zerstörung im 8. Jahrhundert erfolgte kein Wiederaufbau.
1742/43 schenkte Fürst Leopold I. von Anhalt-Dessau zwei Güter in Mosigkau seiner Lieblingstochter Anna Wilhelmine. In den Jahren 1752 bis 1757 wurde dann das Rokoko-Schloss Mosigkau als Sommersitz erbaut. 1780 wurde im Schloss ein Stift für adlige unverheiratete Frauen eingerichtet, das bis 1945 bestand. Schloss und Park sind Teil des Dessau-Wörlitzer Gartenreiches. 
Mosigkau wurde am 25. Juli 1952 nach Dessau eingemeindet.

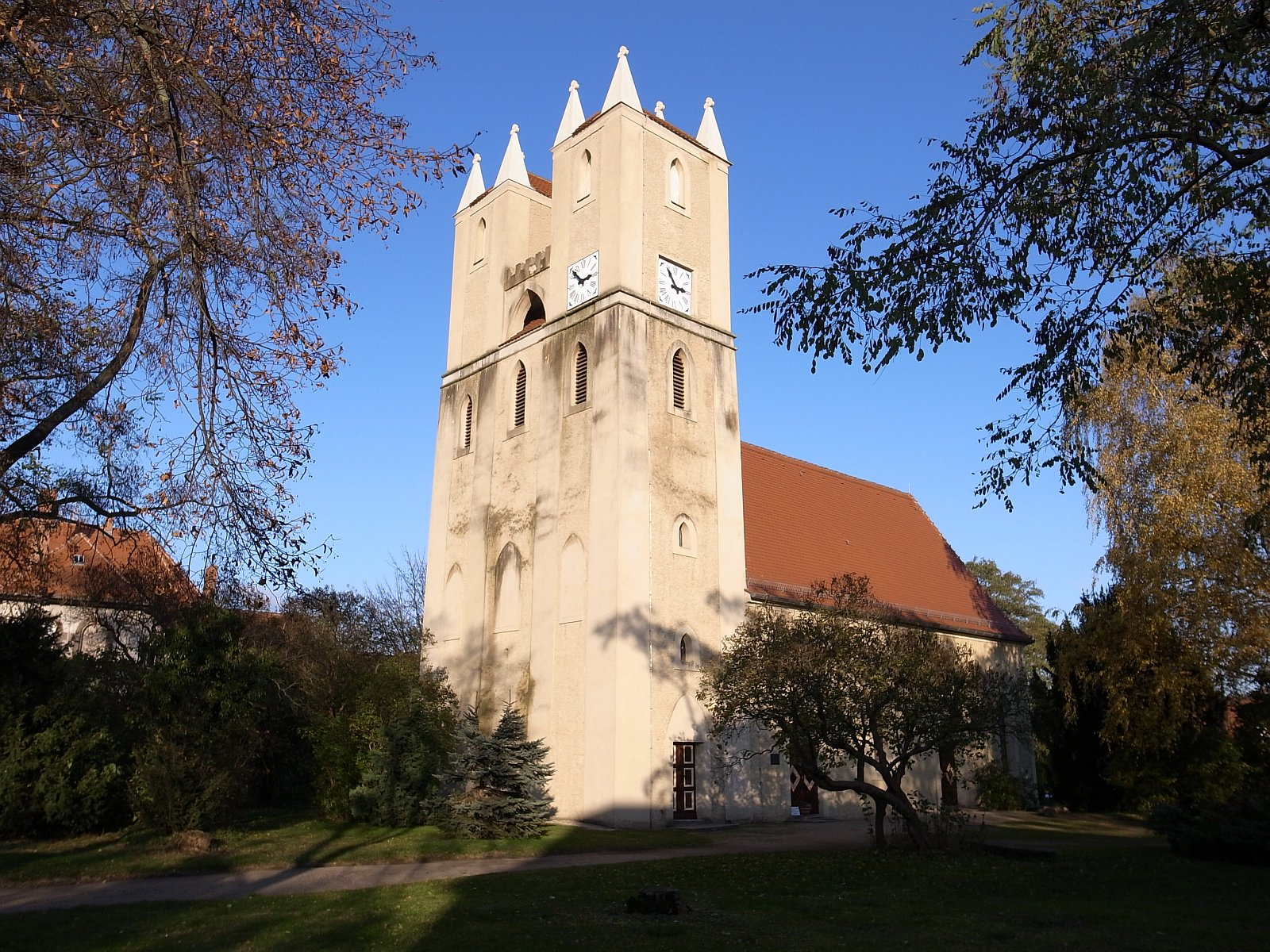
Martin-Luther-Kirche
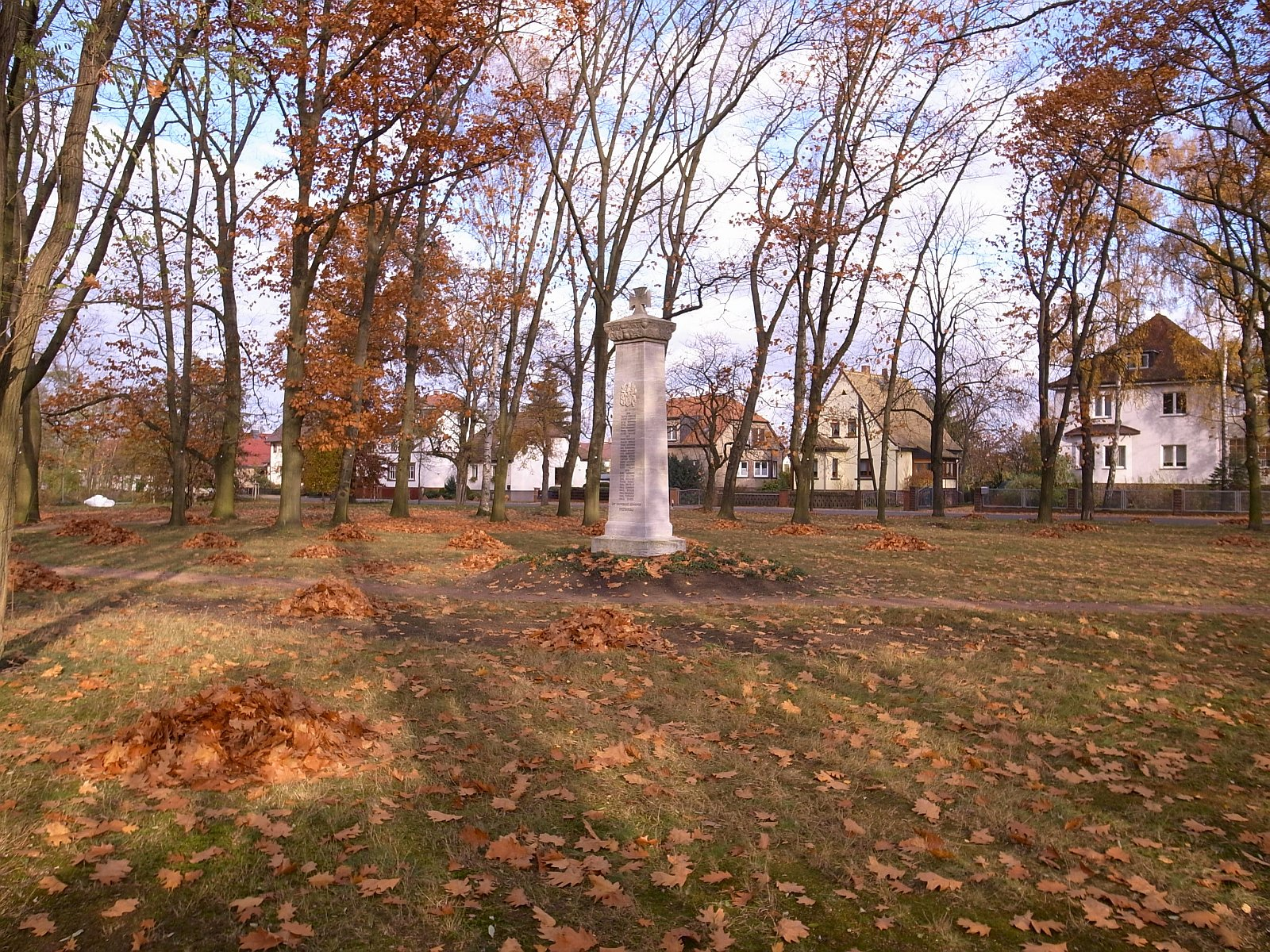
Gefallenen-Denkmal
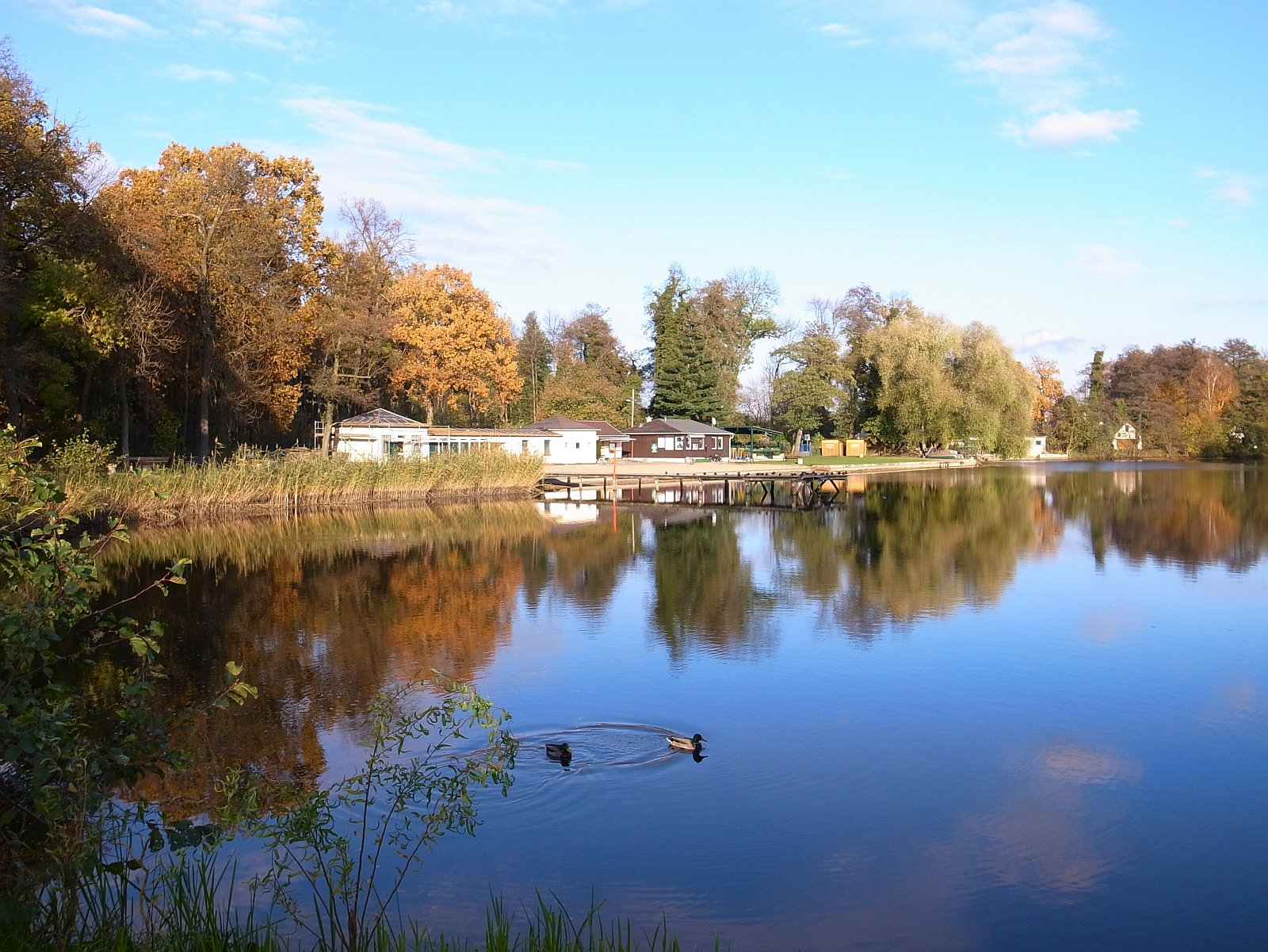
Naturbad
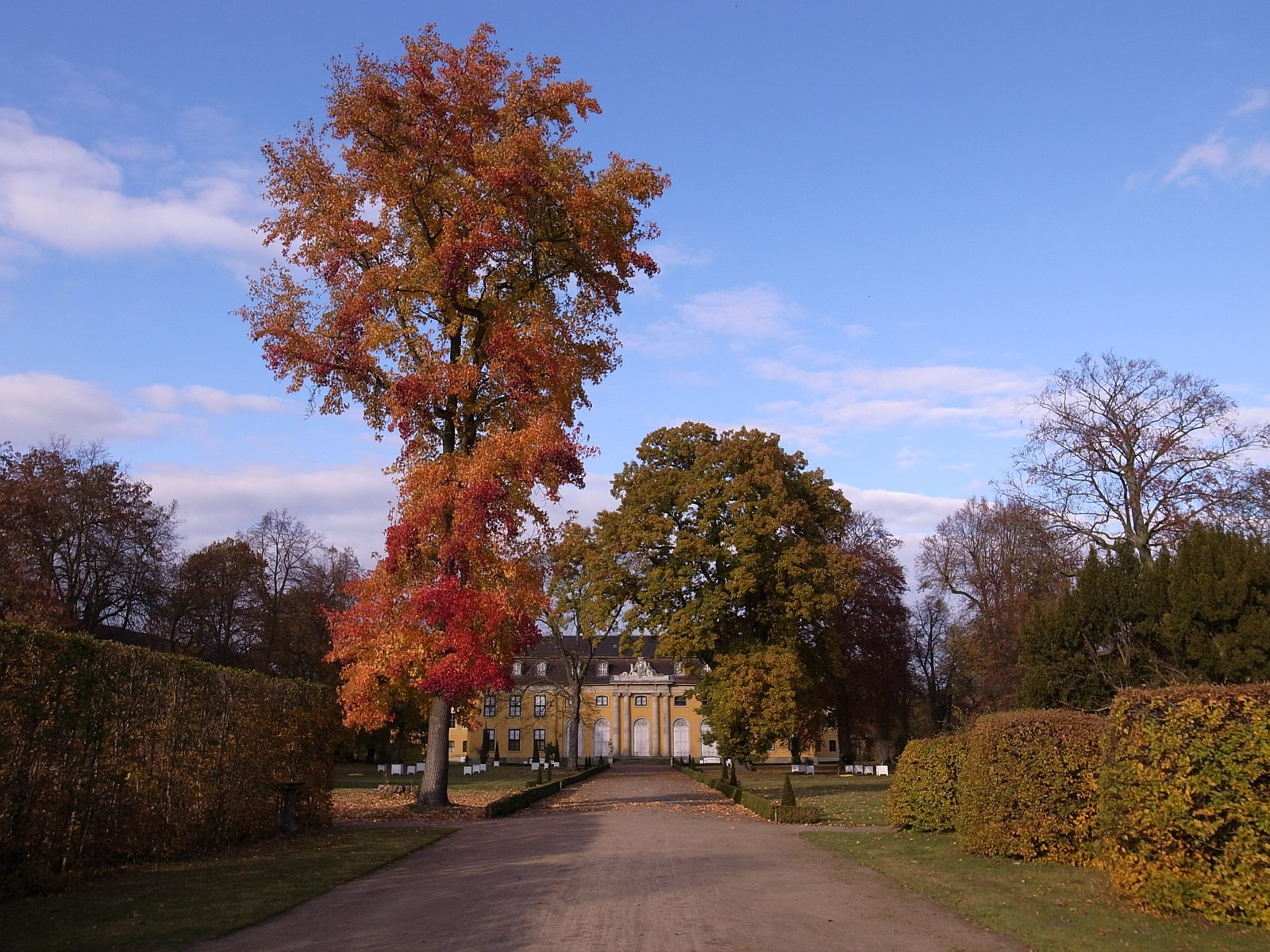
Schloss und Park
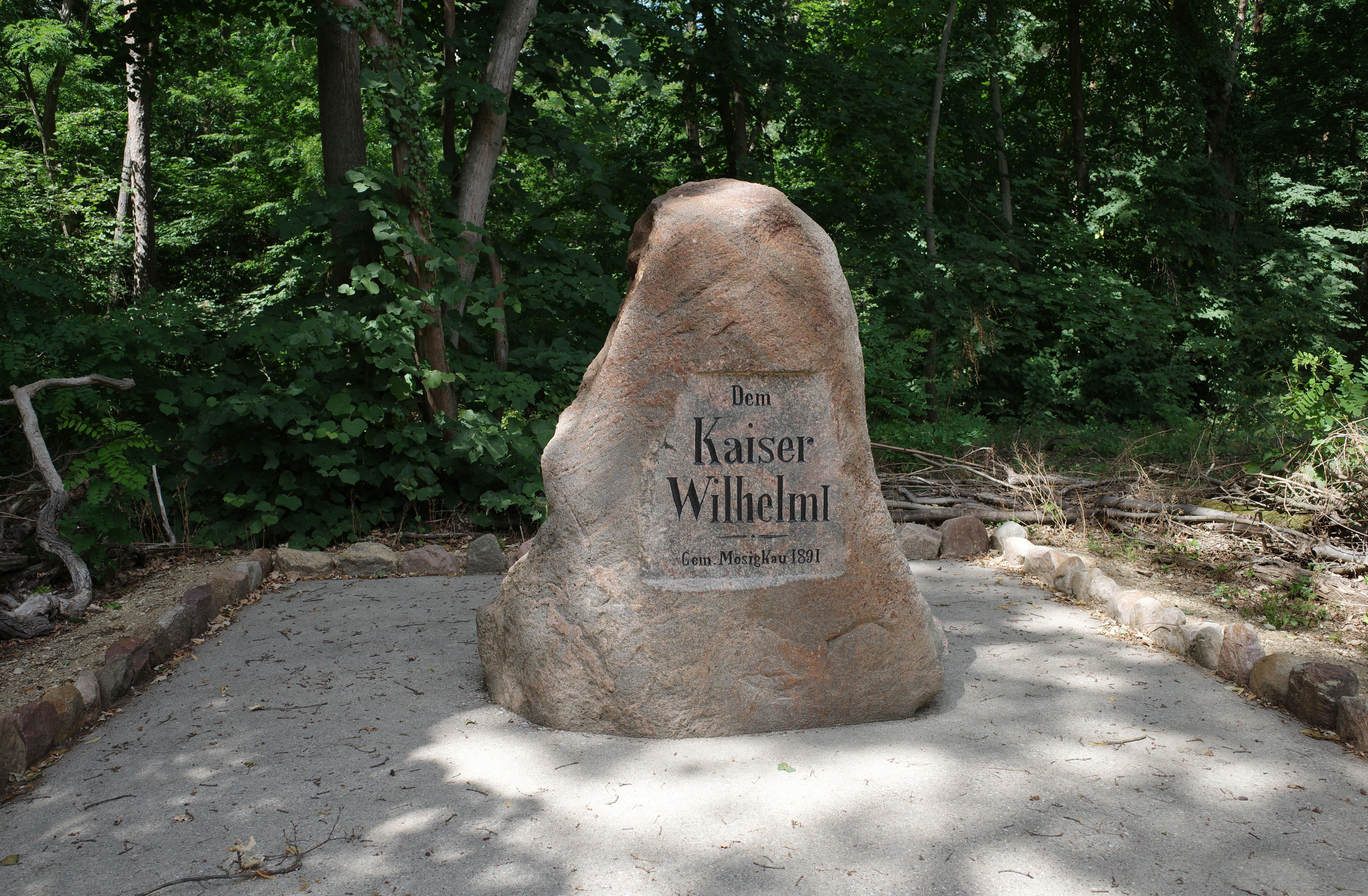
Gedenkstein für Kaiser Wilhelm I

## Verkehr
Der Ort hat einen Bahnhof an der Bahnstrecke Dessau–Köthen. Die Bundesstraße 185 führt durch Mosigkau hindurch. Die Buslinie 16 der Dessauer Verkehrsgesellschaft verkehrt Richtung Kochstedt und dem Junkerspark durch den Ort.
Nördlich des Ortes verläuft der Europaradweg R1, der das französische Boulogne-sur-Mer mit Sankt Petersburg in Russland verbindet. Auf derselben Routenführung verläuft auf diesem Abschnitt ebenfalls der Radweg Deutsche Einheit sowie der D11 als Teil der EuroVelo Route „Sonnen-Route“ (EV7).